# Frank Debenham

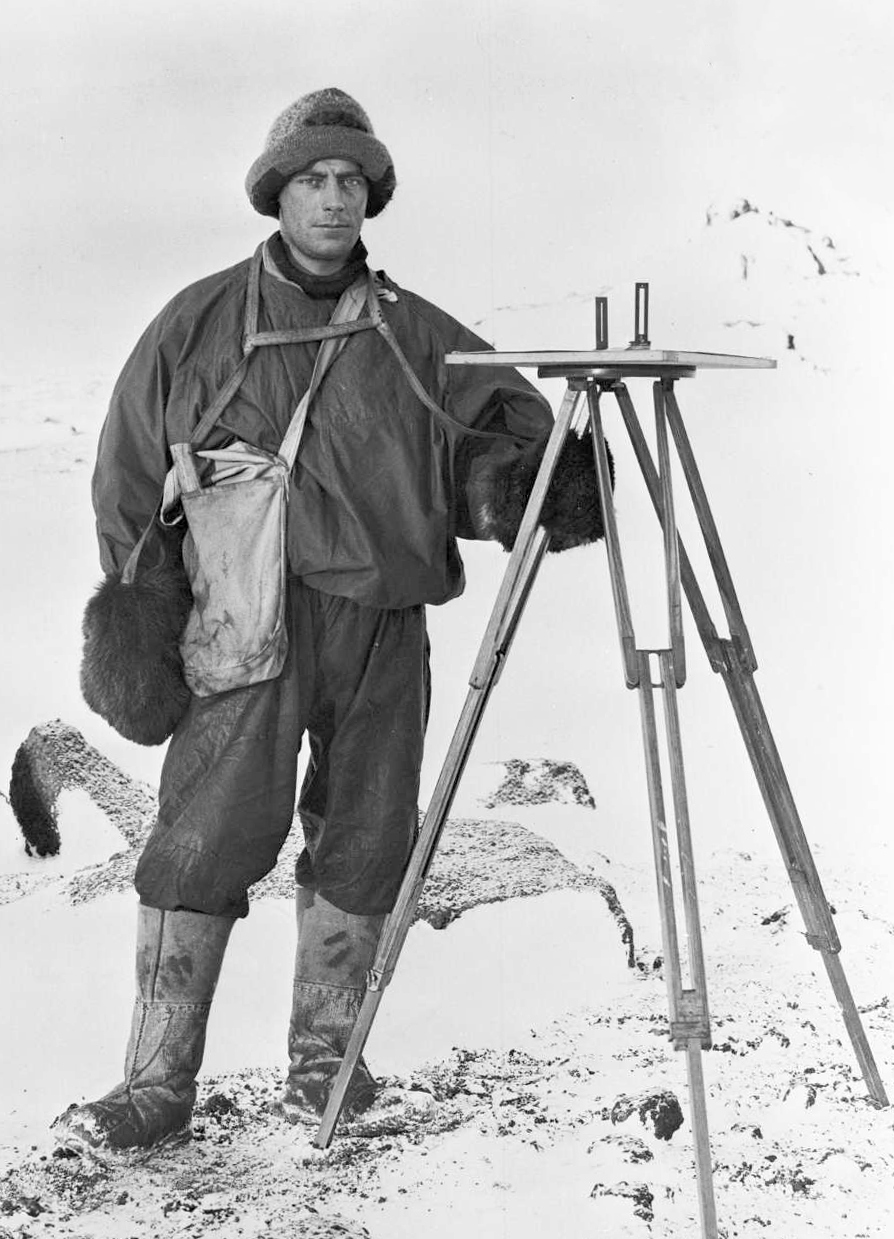
Frank Debenham.

Frank Debenham (Bowral, Nueva Gales del Sur, Australia, 26 de diciembre de 1883-23 de noviembre de 1965) fue un explorador polar, profesor de Geografía y primer director del Instituto Scott de Investigación Polar.

## Biografía
Debenham nació en Bowral, Nueva Gales del Sur, Australia, el hijo menor del Rev. John Willmott Debenham y Edith (nacida Cleveland). Concurrió a la escuela que administraba su padre y luego a The King's School en Parramatta donde se destacó por sus logros académicos y deportivos. Obtuvo de la Universidad de Sídney un BA en inglés y Filosofía. Luego comenzó a trabajar en la Armidale School anglicana en Nueva Gales del Sur.
En 1908 regresó a la universidad, y estudió geología con Sir Edgeworth David. En 1910 formó parte del grupo de tres geólogos que participó de la Expedición Terra Nova de Robert Falcon Scott a la Antártida (1910–1913). Desde enero a marzo de March 1911 Debenham, junto con otros tres miembros de la expedición (Thomas Griffith Taylor, Charles Wright (físico) y Edgar Evans), exploró y relevó las montañas occidentales de la Victoria Land realizando estudios científicos y observaciones geológicas. No tomó parte del viaje fracasado al Polo Sur a causa de una herida en la rodilla causada por jugar fútbol en la nieve, y en cambio participó en el segundo recorrido al oeste junto con Griffith Taylor, Tryggve Gran y William Forde. En 1913 al regresar de la expedición, ingresó en la Universidad de Cambridge para escribir el relato de sus observaciones de campo.
Durante la Segunda Guerra Mundial, fue teniente del 7.º Batallón, Infantería Liviana de Oxfordshire y Buckinghamshire. Prestó servicios en Francia y Salónica, Debenham fue herido de gravedad en agosto de 1916. En enero de 1917 se casa con Dorothy Lucy Lempriere y en 1919 es galardonado con la Orden del Imperio Británico (O.B.E.). Ese mismo año se muda a Cambridge donde es fellow del Gonville y Caius College y lector en cartografía. En 1920, con ayuda de fondos que habían sobrado de las donaciones del público en respuesta a la tragedia, Debenham cofunda el Instituto Scott de Investigación Polar (Universidad de Cambridge) con Raymond Priestley, como un repositorio de información polar y un centro del cual expediciones futuras puedan obtener apoyo y experiencia. Debenham había tenido la idea de tal tipo de centro de estudios en 1912 mientras se encontraba en la Antártida. Fue director no remunerado del Instituto desde 1920 hasta 1946. Como director del instituto, Debenham, junto con Priestley y James Wordie uno de los científicos del Endurance de Shackleton, convirtieron a Cambridge en el centro de investigaciones polares de Gran Bretaña.
En 1931, Debenham fue designado profesor de Geografía en la Universidad de Cambridge. Durante la Segunda Guerra Mundial entrena cadetes, da clases a navegadores de la Royal Air Force y diseña técnicas para asesorar comandos. En 1942 escribe "Astrofísica: Primeros Pasos en Navegación utilizando las Estrellas", que era una obra importante para la próxima ofensiva de bombarderos de la R.A.F. contra el tercer Reich. Fue vicepresidente de la Royal Geographical Society (1951–53) y en 1940 fue condecorado con la Victoria Medal.

## Obras
Debenham fue un prolífico autor. Sus trabajos publicados son:
- "In the Antarctic: Stories of Scott's Last Expedition 1952"
- "Antarctica – The story of a continent"
- "Discovery & Exploration"
- "Kalahari Sand"
- "Nyasaland"
- "The way to Ilala"
- "Study of African Swamp"
- "Simple Surveying"
- "The use of Geography"
- "Map Making"
- "The World is Round"
- "Space – The Global Atlas".